# Fort Hall
Fort Hall è un centro abitato e un census-designated place (CDP) degli Stati Uniti d'America, situato tra le contee di Bannock e Bingham, nello stato dell'Idaho.